# 侯明昊
侯明昊（英語：Hou Ming Hao；1997年8月3日—）中國大陸男演員及歌手，北京人，畢業於北京現代音樂研修學院。2014年12月12日，於Fresh極客少年團出道，以唱跳偶像歌手發展。2016年1月11日，宣布退出團體组合單飛，開始以演員身分出演多部影視作品，代表影視及著名角色包含《寒武纪》撿子、《人不彪悍枉少年》花彪、《護心》天曜、《異人之下》王也、《少年白馬醉春風》百里東君、《大夢歸離》趙遠舟。

## 早年經歷
侯明昊從小在北京的部隊大院長大，家中三代為軍人，四歲開始學習手風琴長達八年，多次獲得北京市一等獎，父母也十分支持其發展興趣愛好。中學就讀於北京市八一中學，在校期間被選為學校的校草。
2012年，15歲的侯明昊加入韓國SM娛樂有限公司成為旗下練習生，訓練了一年半的時間。2014年，選擇回中國參加選秀比賽，並於2014年12月12日，以Fresh極客少年團成員出道。2016年1月11日，宣布單飛以演員及歌手身分發展至今。

## 演藝經歷

### 2014年
- 7月2日，侯明昊參加《尚老闆的練習生》選秀比賽[5]，最終通過選拔成為尚雯婕工作室的練習生[6]。
- 12月12日，以Fresh極客少年團成員身份正式出道[7]，並發行首張於巴黎拍攝的專輯《UP 4 U》[8]。

### 2015年
- 3月31日，Fresh極客少年團獲得第22屆東方風雲榜音樂盛典“最佳新銳組合獎”。
- 8月28日，Fresh極客少年團推出EP《夏日大作戰》。
- 9月29日，Fresh極客少年團推出抒情單曲《世界晚安》。
- 9月30月，侯明昊拍攝電影處女作《笑林足球》，在劇中飾演"小帥"。
- 11月15日，與周韋彤共同出演黑色幽默喜劇電影《驚弓之鳥》，該劇中飾演男主角的弟弟"韋運團"並為該片獻唱主題曲。
- 12月22日，與Fresh極客少年團成員共同出席第六屆互聯網牛耳獎頒獎典禮 。

### 2016年
- 1月9日，首次脱離團體組合以個人名義參加活動，錄製真人秀《一年級·大學季》。
- 1月11日，侯明昊於樂視綜藝節目《女王的秘密》錄製現場正式宣佈單飛發展。
- 1月22日，以"天天小兄弟"加入湖南衛視綜藝《天天向上》，完成綜藝首秀錄製。
- 3月19日，侯明昊主演的愛情喜劇網絡電影《天使學院的愛情戰記》開機。
- 5月18日，亮相"OK雜誌"四週年頒獎典禮，並獲得“年度摯愛新生代演員獎”[9]。
- 6月26日，侯明昊參與錄製的騰訊視頻綜藝節目《放開我北鼻》播出[10]。
- 7月11日，侯明昊親自參與填詞的首支個人單曲《超能奶爸》正式上線[11]。
- 11月4日，與陳浩民、郝劭文主演的電影《笑林足球》在中國內地上映，侯明昊在片中飾演有潔癖的勵志男孩"小帥"。
- 11月29日，侯明昊主演的網絡電影《天使學院的愛情戰記》在視頻網站上線，劇中飾演朋克搖滾少年"蕭銘浩"，並獻唱了插曲《東南方》。

### 2017年
- 3月31日，侯明昊參與的電影《嫌疑人X的獻身》上映，其飾演高智商天才"唐川"。
- 5月9日，侯明昊於台灣拍攝的網絡劇《寒武紀》播出[12]，其飾演黑幫殺手"撿子"。
- 6月13日，侯明昊演唱的《寒武紀》主題曲《臉譜》正式公開[13]。
- 6月20日，與白鹿主演的網絡劇《西遊記女兒國》開機，飾演少年唐僧"江流兒"。
- 8月2日，侯明昊參與演出的網絡劇《鎮魂街》播出，劇中首次挑戰古裝扮相飾演"白靜軒"[14]。
- 8月18日，侯明昊於金骨朵網路影視盛典獲得「年度最受歡迎網路劇男演員」獎項。
- 9月26日，侯明昊於微博電視影響力盛典獲得「年度新銳藝人」獎項。
- 11月3日，侯明昊於台灣拍攝的懸疑網路劇《推理筆記》播出，劇中主演正義且深藏不露的天才少年"米卡卡"。
- 12月9日，侯明昊參與的綜藝節目《演員的誕生》第七期播出[15]。

### 2018年
- 1月18日，侯明昊於微博之夜獲得「年度進取藝人」獎項。
- 2月15日，侯明昊參加央視電視台網絡春晚演唱《拜年啦》。
- 2月16日，參加東方衛視春晚演唱《勁歌金曲》。
- 3月14日，發佈首支全英文單曲《You Mean Everything To Me》[16]。
- 7月22日，侯明昊參與的綜藝節目《新舞林大會》播出[17]。
- 8月10日，侯明昊參與的音樂創演綜藝節目《幻樂之城》第四期播出[18]。
- 11月22日，侯明昊主演的青春校園劇《人不彪悍枉少年》播出[19]，在劇中飾演熱血仗義的理科天才"花彪"[20]，該劇獲得2019年廣電評選「年度優秀網絡劇」。
- 12月18日，侯明昊於騰訊視頻星光盛典獲得「年度潛力電視劇演員」獎項。

### 2019年
- 1月18日，侯明昊參與錄製的電競真人秀節目《終極高手》播出，擔任電競遊戲"王者榮耀"MK戰隊的經理人[21]。
- 6月6日，侯明昊主演的冒險劇《怒海潛沙&秦嶺神樹》在騰訊視頻播出[22]，其在劇中飾演了出生於盜墓世家的"吳邪"[23]。
- 7月26日，與彭昱暢、蓋玥希合作主演青春電影《回到過去擁抱你》上映[24]，在片中飾演熱血赤忱的"高斯林"。
- 9月20日，參與原創青春燃動競技秀節目《頭號大玩家》[25]。
- 11月29日，參與《明星大偵探第五季》第三、四期作為飛行嘉賓[26]。
- 12月14日，侯明昊作為嘉賓參與旅遊綜藝節目《漫遊記》第五期義大利羅馬之旅[27]。

### 2020年
- 1月6日，侯明昊於精品傳媒風格盛典獲得「最受關注男演員」獎項。
- 6月28日，與宋祖兒等主演的電視劇《閲讀課》開機，劇中飾演"陸星辰"。
- 10月27日，參與騰訊視頻的綜藝節目《平行時空遇見你》[28]。
- 11月23日，與祝緒丹、劉冬沁等主演的懸疑探案劇《心宅獵人》播出，其在劇中飾演"江爍"[29]。

### 2021年
- 1月18日，與關曉彤主演的網路劇《我就是這般女子》在騰訊視頻播出[30]，侯明昊在劇中飾演才貌冠絕天下的世家公子"容瑕"，並於劇中演唱片尾曲《花信》。
- 5月4日，侯明昊參與的《理想照耀中國》在湖南衞視播出，在該劇的《同行》單元中扮演“龍華二十四烈士”之一的"蔡博真"。
- 6月7日，為電視劇《啓航：當風起時》演唱概念主題曲《呼嘯的風》；同月，參演的電視劇《胡同》在北京正式開機 。
- 8月14日，與周也合作主演的古裝仙俠劇《護心》開機，侯明昊於劇中飾演千年靈龍"天曜"[31]。
- 8月26日，侯明昊參與的綜藝節目《這! 就是灌籃》播出[32]，在節目中提及從小就十分熱愛打籃球。
- 9月14日，與吳磊主演的時代劇《啓航：當風起時》在騰訊視頻播出[33]，在劇中飾演電腦研究員"裴慶華"，講述90年代的電腦研究員逐夢成為一代商業奇才的故事。
- 10月21日，侯明昊客串演出的電視劇《突圍》開播，劇中飾演"林小偉"。
- 12月27日，侯明昊憑藉《啓航：當風起時》入選2021年度電影頻道星辰大海「青年演員優選計劃」。

### 2022年
- 1月25日，侯明昊以沉穩且富感情的聲線演唱了北京冬季奧運歌曲《戰勝》，並獲得了冬奧「第三屆優秀音樂作品」。
- 1月31日，侯明昊參加湖南衛視春晚演唱《福虎耀青春》。
- 7月6日，與楊采鈺合作主演的熱血青春復古劇《少年巴比倫》開機，並將在騰訊視頻獨家上線[34]。
- 9月25日，與趙露思合作主演的年代劇《胡同》於中國中央電視台及芒果影視播出，侯明昊在劇中飾演男主角"鐵蛋"[35]。

### 2023年
- 3月25日，侯明昊於微博之夜獲得「年度進取藝人」獎項。
- 3月30日，侯明昊於電視劇品質盛典獲得「品質新銳劇星」獎項。
- 5月9日，與周也合作主演的古裝虐戀網路劇《護心》於優酷視頻播出[36]，侯明昊飾演男主角靈龍"天曜"，並於劇中演唱了插曲《啓明星》，該劇講述玄門修仙女子與千年靈龍的奇幻冒險愛情故事[37]。
- 5月15日，與胡連馨、何與等主演的網路劇《少年白馬醉春風》開機，飾演男主角酒仙"百里東君"[38]。
- 7月29日，侯明昊於浙江省橫店投資的籃球運動館"Fade Away 找個球場"開幕。
- 8月4日，與彭昱暢、王影璐主演的奇幻動作片劇集《異人之下》在優酷視頻播出[39]，侯明昊在劇中飾演武當山弟子"王也"，其在劇中的扮相及角色還原度獲得觀眾好評[40]。
- 9月8日，侯明昊參與的《異人之下》特別企劃綜藝節目《歡迎來到異人世界》於優酷視頻播出。
- 10月20日，與陳都靈、田嘉瑞主演的奇幻古裝劇《大夢歸離》開機[41]，於劇中飾演百妖之首"朱厭"化名"趙遠舟"[42]。

### 2024年
- 2月24日，與譚松韵主演的古裝玄幻網路劇《逍遙》開機[43]，侯明昊於劇中飾演萬妖之王"紅燁"。
- 4月29日，與楊采鈺主演的復古青春劇《少年巴比倫》於騰訊視頻播出[44]，侯明昊於劇中飾演青年工人"路小路"。
- 7月19日，與胡連馨、何與主演的古裝武俠網路劇《少年白馬醉春風》於優酷播出[45]，侯明昊於劇中飾演男主角酒仙"百里東君"，講述主角為俠義與心中羈絆闖蕩江湖的熱血故事，其古裝扮相獲得觀眾的高度好評，於劇中演唱了插曲《月半明時》[46]。
- 7月26日，侯明昊參與的《少年白馬醉春風》特別企劃綜藝節目《翻轉吧! 少年白馬》於優酷視頻播出。
- 8月9日，侯明昊參與的生存闖關綜藝《十天之后回到現實》[47]由爱奇藝出品於江蘇衛視播出，最終侯明昊在此節目獲得總冠軍；該節目於11月5日微博視界大會上獲得“年度突破創新作品”的獎項。
- 8月31日，與盧昱曉主演的古裝仙俠網路劇《入青雲》開機，侯明昊於劇中飾演浪蕩紈褲"紀伯宰"[48]。
- 9月4日，侯明昊參與的自助旅遊節目《花兒與少年第六季》於芒果影視播出[49]。
- 10月26日，與陳都靈、田嘉瑞主演的奇幻古裝劇《大夢歸離》於愛奇藝播出[50]，此劇以《山海經》為原型，講述侯明昊主演的百妖之首"朱厭"化名"趙遠舟"，主動投誠於緝妖司並與其成員組成捉妖小隊，共譜抓妖獸平天下的虐戀故事，並於劇中演唱人物曲《遠舟的少年》[51]。該劇主角"趙遠舟"於抖音視頻獲得「2024年十大人氣男性角色」第九名[52]。
- 11月5日，侯明昊於微博視界大會獲得「年度閃耀演員」獎項[53]。
- 12月7日，侯明昊於愛奇藝尖叫之夜獲得「年度進取演員」獎項[54]。
- 12月31日，侯明昊於浙江衛視跨年晚會演唱《不潮不用花錢》，唱跳演出期間帶動浙江衛視收視率首次破1% [55]。

### 2025年
- 1月11日，侯明昊於微博之夜獲得「年度青雲飛躍演員」獎項[56]。
- 1月18日，與彭昱暢、王影璐主演的《異人之下之決戰！碧游村》於優酷全網獨播，侯明昊在劇中飾演武當山弟子"王也"[57]。
- 1月28日，侯明昊參加央視電視台春晚於西藏分會場演唱《桑格花開》，收視率達39.2%位列全部節目平均收視第一[58]，並被任聘為「西藏旅遊推廣大使」。
- 1月29日，參加北京電視台春晚演唱《包你幸福一年年》[59]。
- 3月1日，受邀參加米蘭時裝週 Versace 品牌秋冬時裝秀，為品牌唯一邀請中國明星並首穿全球未發佈新裝出席[60]。
- 3月13日，與古力娜扎主演的網路劇《玉茗茶骨》開機，侯明昊飾演年輕狀元郎"陸江來"。

## 影視作品

### 電影
| 首映年度 | 名稱                   | 角色     |
| -------- | ---------------------- | -------- |
| 2016年   | 《笑林足球》           | 小帥     |
| 2016年   | 《天使學院的愛情戰記》 | 蕭銘浩   |
| 2017年   | 《嫌疑人X的献身》      | 少年唐川 |
| 2019年   | 《回到過去擁抱你》     | 高斯林   |
| 2020年   | 《人犬一點通》         | Xiao     |
| 2023年   | 《狂怒沙暴》           | 宁助理   |
| 待上映   | 《驚弓之鳥》           | 蘇牛     |

### 電視劇／網路劇
| 首播年份 | 剧名                       | 角色        | 备注                                  |
| -------- | -------------------------- | ----------- | ------------------------------------- |
| 2017年   | 《寒武纪》                 | 撿子        | 網路劇                                |
| 2017年   | 《镇魂街》                 | 白静軒      | 網路劇                                |
| 2017年   | 《推理筆記》               | 米卡卡      | 網路劇                                |
| 2018年   | 《人不彪悍枉少年》         | 花彪        | 網路劇                                |
| 2019年   | 《怒海潜沙&秦岭神樹》      | 吳邪        | 網路劇                                |
| 未播     | 《只問今生戀滄溟》         | 寧采臣      | 網路劇，2019年拍攝，已禁播            |
| 2020年   | 《心宅猎人》               | 江爍        | 網路劇                                |
| 2021年   | 《理想照耀中國》           | 蔡博真      | 單元《同行》                          |
| 2021年   | 《啟航：當風起時》         | 裴慶華      | 網路劇                                |
| 2021年   | 《我就是這般女子》         | 容暇        | 網路劇                                |
| 2021年   | 《突圍》                   | 林小偉      |                                       |
| 2022年   | 《胡同》                   | 鐵蛋        |                                       |
| 2023年   | 《護心》                   | 天曜        | 網路劇                                |
| 2023年   | 《異人之下》               | 王也        | 網路劇                                |
| 2024年   | 《少年巴比倫》             | 路小路      | 網路劇                                |
| 2024年   | 《少年白馬醉春風》         | 百里東君    | 網路劇                                |
| 2024年   | 《大夢歸離》               | 朱厭/趙遠舟 | 網路劇                                |
| 2025年   | 《異人之下之決戰！碧遊村》 | 王也        | 網路劇                                |
| 2025年   | 《淮水竹亭》               | 百目妖君    | 網路劇                                |
| 待播     | 《好女無雙》               | 江流兒      | 網路劇，2017年拍攝，原名:西遊記女兒國 |
| 待播     | 《閱讀课》                 | 陆星辰      | 網路劇，2020年拍摄                    |
| 待播     | 《逍遥》                   | 红燁        | 網路劇                                |
| 待播     | 《玉茗茶骨》               | 陸江來      | 網路劇                                |
| 待播     | 《入青雲》                 | 紀伯宰      | 網路劇                                |
| 待播     | 《雀骨》                   | 蕭無衣      | 網路劇                                |

### 綜藝
| 日期                              | 電視台   | 節目名稱                        |
| --------------------------------- | -------- | ------------------------------- |
| 2016年4月24-2016年6月5日          | 湖南衛視 | 透鲜滴星期天                    |
| 2016年6月26日-2016年9月11日       | 騰訊視頻 | 放開我北鼻第一季                |
| 2016年7月17日-2016年9月4日        | 湖北衛視 | 陽光藝體能                      |
| 2017年6月9日-2017年6月30日        | 湖南卫视 | 七十二層奇樓 第5、6、8期        |
| 2017年7月2日-2017年7月9日         | 浙江卫视 | 來吧冠軍 第二季第9、10期        |
| 2017年8月26日                     | 咪咕     | Battle!好身材 第3期             |
| 2017年9月16日                     | 浙江卫视 | 開心俱樂部 第11期               |
| 2017年10月14日                    | 湖南衛視 | 快樂大本營                      |
| 2017年12月9日                     | 浙江衛視 | 演員的誕生 第7期                |
| 2018年7月22日-2018年10月7日       | 東方衛視 | 新舞林大會                      |
| 2018年12月22日                    | 湖南衛視 | 快樂大本營                      |
| 2018年12月30日                    | 江蘇衛視 | 蒙面唱將猜猜猜第三季 第11期     |
| 2019年1月18日-2019年3月1日        | 騰訊視頻 | 終極高手                        |
| 2019年11月29日、12月6日、12月27日 | 芒果TV   | 明星大偵探第五季 第3、4、7期    |
| 2019年12月14日                    | 浙江衛視 | 漫游記 第5期                    |
| 2019年12月21日、12月28日          | 浙江衛視 | 我就是演員之巔峰對決 第9、10期  |
| 2020年1月19日                     | 湖南衛視 | 快樂大本營                      |
| 2020年3月7日                      | 騰訊視頻 | 我加/我+ 真人角色扮演游戲綜藝   |
| 2020年12月21日－2021年2月14日     | 騰訊視頻 | 平行時空遇見你                  |
| 2021年7月17日                     | 湖南衛視 | 快樂大本營                      |
| 2021年8月26日 - 2021年10月28日    | 優酷視頻 | 這！就是灌籃第四季              |
| 2023年2月18日                     | 湖南衛視 | 你好，星期六 (護心宣傳)         |
| 2023年5月26日                     | 浙江衛視 | 奔跑吧第十一季 第6期            |
| 2024年7月19日 - 2024年9月20日     | 愛奇藝   | 十天之後回到現實                |
| 2024年9月4日 - 2024年12月4日      | 芒果影視 | 花兒與少年第六季                |
| 2024年10月19日                    | 湖南衛視 | 你好，星期六 (花兒與少年六宣傳) |
| 2024年11月9日                     | 湖南衛視 | 你好，星期六 (大夢歸離宣傳)     |

### 歌曲
| 年份 | 歌曲名称                           | 备注                                                                 |
| ---- | ---------------------------------- | -------------------------------------------------------------------- |
| 2014 | UP 4 U                             | Fresh極客少年團專輯                                                  |
| 2015 | 夏日大作戰                         | Fresh極客少年團歌曲                                                  |
| 2015 | 世界晚安                           | Fresh極客少年團歌曲                                                  |
| 2016 | 超能奶爸                           | 綜藝《放開我北鼻》主題曲，參與作詞與演唱                             |
| 2016 | 東南方                             | 網路電影《天使學院的愛情戰記》插曲                                   |
| 2017 | 臉譜                               | 網路劇《寒武纪》主題曲                                               |
| 2018 | You mean everything to me 你的意義 | 英文單曲，參與詞曲創作，情人節獻給粉絲歌曲                           |
| 2018 | 歲月不待人                         | 經典永流傳 第7期                                                     |
| 2018 | 十七歲的雨季                       | 翻唱歌曲                                                             |
| 2018 | 對你愛不完                         | 翻唱歌曲                                                             |
| 2018 | 別怕我傷心                         | 翻唱歌曲                                                             |
| 2018 | 少年時                             | 網路劇《人不彪悍枉少年》片尾曲                                       |
| 2018 | 相伴                               | 網路劇《人不彪悍枉少年》插曲，與李明德、張耀合唱                     |
| 2018 | 人不彪悍枉少年                     | 網路劇《人不彪悍枉少年》插曲                                         |
| 2019 | 後會有期                           | 網路劇《怒海潛沙&秦嶺神樹》插曲                                      |
| 2019 | 生如狂瀾                           | 網路劇《怒海潛沙&秦嶺神樹》片尾曲，與成毅、張博宇合唱                |
| 2019 | 我和我的祖國                       | 新中國70週年獻禮音樂作品                                             |
| 2019 | 正青春                             | 新中國70週年獻禮音樂作品                                             |
| 2020 | 平行軌跡                           | 綜藝《平行時空遇見你》插曲，與楊超越合唱、作詞曲                     |
| 2020 | 同學                               | 與宋祖兒合唱                                                         |
| 2021 | 花信                               | 網路劇《我就是這般女子》片尾曲                                       |
| 2021 | 風花                               | 網路劇《我就是這般女子》插曲，與關曉彤合唱                           |
| 2021 | 呼嘯的風                           | 網路劇《啟航: 當風起時》概念主題曲                                   |
| 2022 | 戰勝                               | 北京冬季奧運音樂作品                                                 |
| 2023 | 啓明星                             | 網路劇《護心》插曲                                                   |
| 2023 | 周天之變                           | 網路劇《異人之下》王也人物曲                                         |
| 2024 | 月半明時                           | 網路劇《少年白馬醉春風春風》心動曲                                   |
| 2024 | 共赴人間一趟                       | 網路劇《少年白馬醉春風春風》主題曲，與夏之光，張宸趙，白澍，何與合唱 |
| 2024 | 小詩句                             | 網路劇《大夢歸離》片尾曲，與陳都靈、田嘉瑞、程瀟、林子燁、閆桉合唱   |
| 2024 | 遠舟的少年                         | 網路劇《大夢歸離》趙遠舟人物曲                                       |
| 2025 | 不潮不用花錢                       | 2025浙江衛視跨年晚會演唱                                             |
| 2025 | 琴吟                               | 央廣網春分特别企劃單曲                                               |

## 獎項
| 年份 | 名稱                     | 獎項                     | 結果 |
| ---- | ------------------------ | ------------------------ | ---- |
| 2016 | OK精彩雜誌四周年頒獎典禮 | 年度摯愛新生代演員       | 獲獎 |
| 2016 | 男人裝十二周年盛典       | 最具潛力新人獎           | 獲獎 |
| 2016 | 向上时尚之夜             | 年度最UP新人獎           | 獲獎 |
| 2016 | 鳳凰網时尚之選盛典       | 年度時尚動感先鋒獎       | 獲獎 |
| 2017 | 金骨朵網路影視盛典       | 年度最受歡迎網路劇男演員 | 獲獎 |
| 2017 | 微博電視影響力盛典       | 年度新銳藝人             | 獲獎 |
| 2018 | 微博之夜                 | 年度進取藝人             | 獲獎 |
| 2018 | 騰訊視頻星光盛典         | 年度潛力電視劇演員       | 獲獎 |
| 2020 | 精品傳媒風格盛典         | 最受關注男演員           | 獲獎 |
| 2023 | 微博之夜                 | 年度進取演員             | 獲獎 |
| 2023 | 電視劇品質盛典           | 品質新銳劇星             | 獲獎 |
| 2024 | 微博視界大會             | 年度閃耀演員             | 獲獎 |
| 2024 | 愛奇藝尖叫之夜           | 年度進取演員             | 獲獎 |
| 2025 | 微博之夜                 | 年度青雲飛躍演員         | 獲獎 |

## 外部連結
- 侯明昊的官方抖音 （页面存档备份，存于）

- 侯明昊的新浪微博
- 侯明昊的Instagram帳戶